# دراو
دراو أحد مراكز محافظة أسوان،
أُنشئت الوحدة المحلية لقرية دراو سنة 1945 وكانت تسمى قبل ذلك باسم بلدية دراو وتم تحويلها إلى مدينة كما تصعيدها إلى مركز.

## السكان
بلغ إجمالي عدد سكان المركز 137245 نسمة سنة 2017، وتتبعها أربعة وحدات قروية هي
- الجعافرة
- المنصورية
- بنبان
- الشطب

## الموقع
تقع مدينة دراو شمال مركز أسوان بحوالي 37 كم وتبعد عن مركز كوم أمبو حوالي 7 كم تقريباً .
تحدها من الجنوب قرية أبو الريش قبلي ومن الشمال مركز كوم إمبو ومن الشرق مركز نصر النوبة ومن الغرب نهر النيل من أشهر معالمها ضريح ومسجد الشيخ عامر ويتم الاحتفال به في النصف من شعبان من كل عام، كما توجد بها قاعدة جوية.
المساحة:- تبلغ مساحة مركز دراو حوالي 2845 فدان تقريباً
أهم الأنشطة:- الزراعة * التجارة * المهن الحرفية * كما كانت تشتهر بأهم سوق للإبل بين مصر والسودان .
أهم المحاصيل الزراعية:- قصب السكر • البلح • القمح • الخضراوات • الفواكه
المناخ:- حار جاف صيفاً معتدل دافئ في فصل الشتاء
وهو من المراكز الحديثة النشأة، ويرجع تقسيم المحافظات وتعدد مراكزها إلى الرغبة في تسهيل الخدمات لسكانها، ومن ثم كان إنشاء مركز دراو كمركز جديد فصلا عن المراكز المجاورة لخدمة سكانه وبدلاً من عملية الانتقال إلى مسافات بعيدة لقضاء مصالحهم الإدارية تم إنشاء مركز شرطة ومدينة تقوم بخدمتهم.

## صور

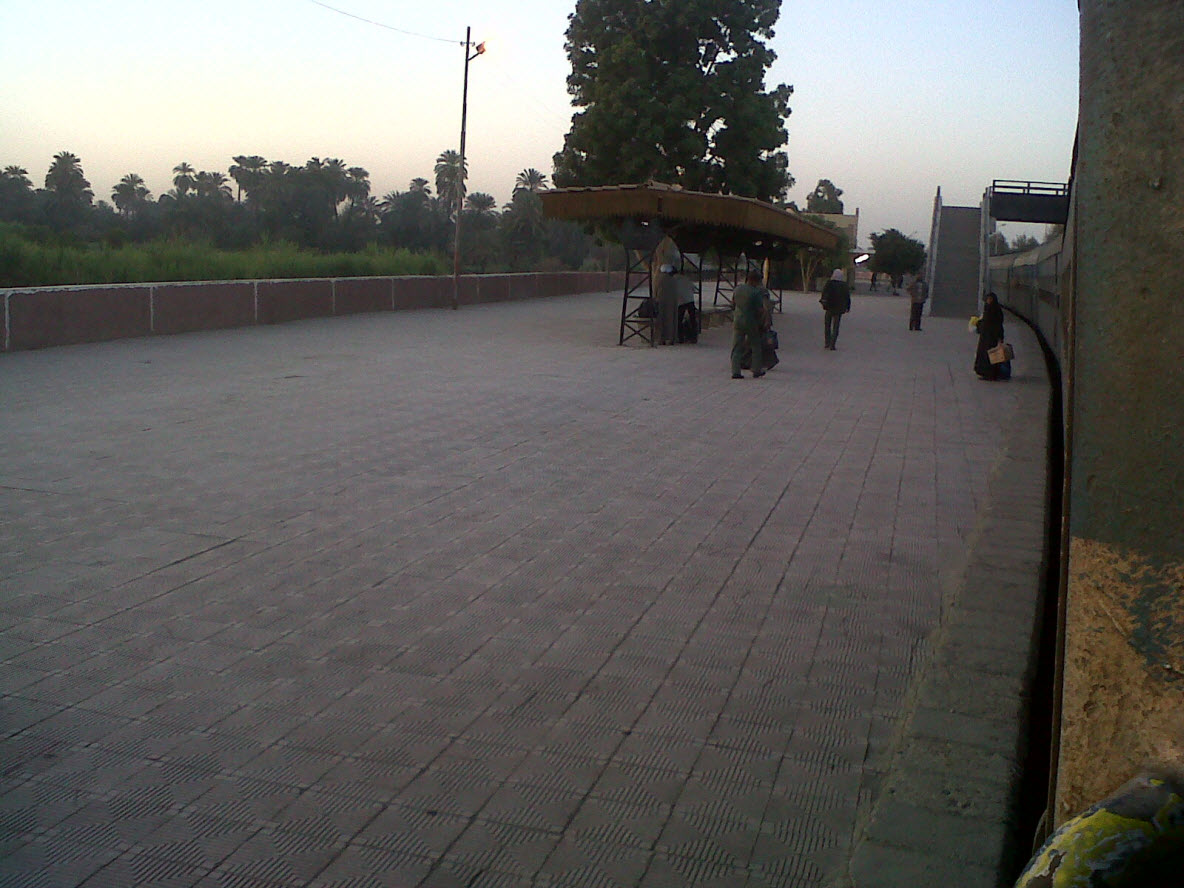
محطة القطار-دراو

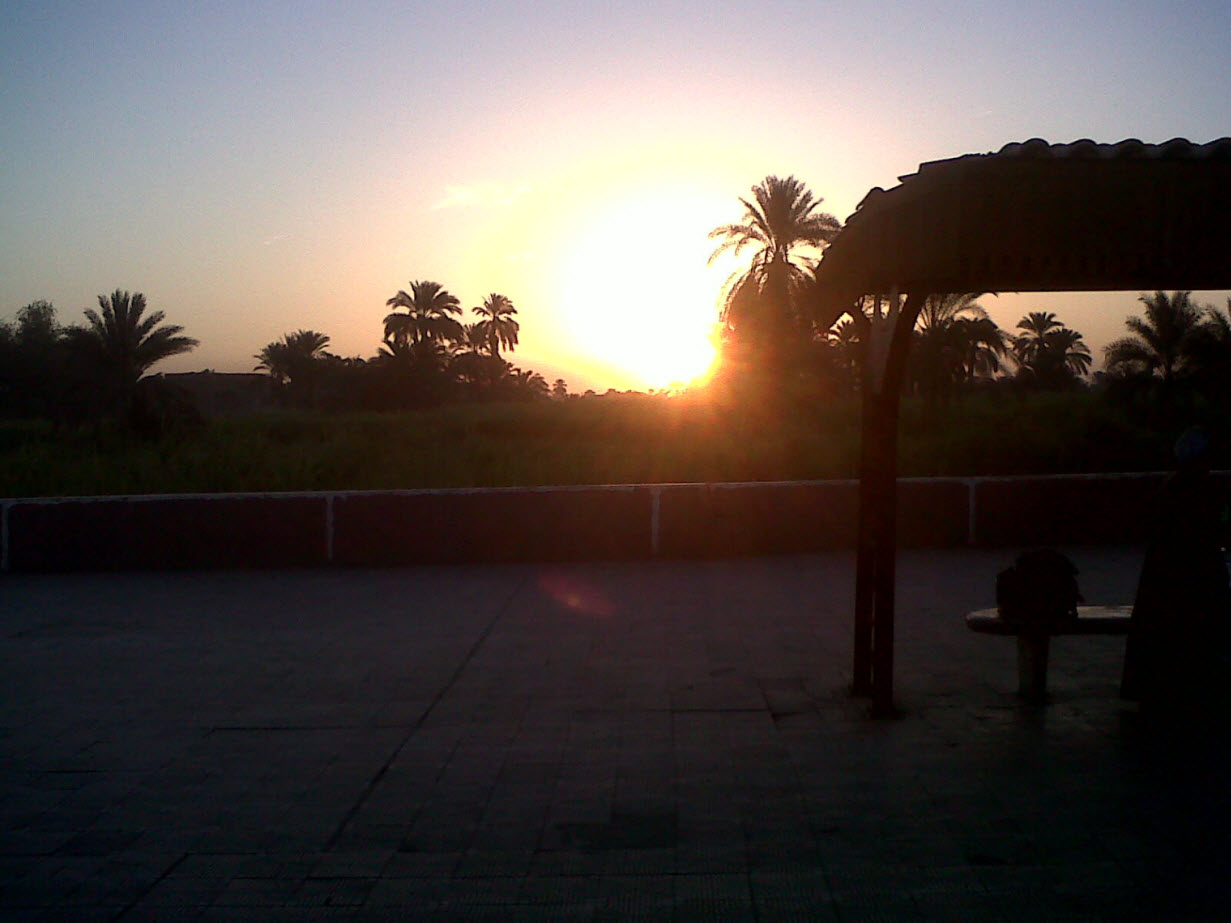
شروق الشمس في دراو

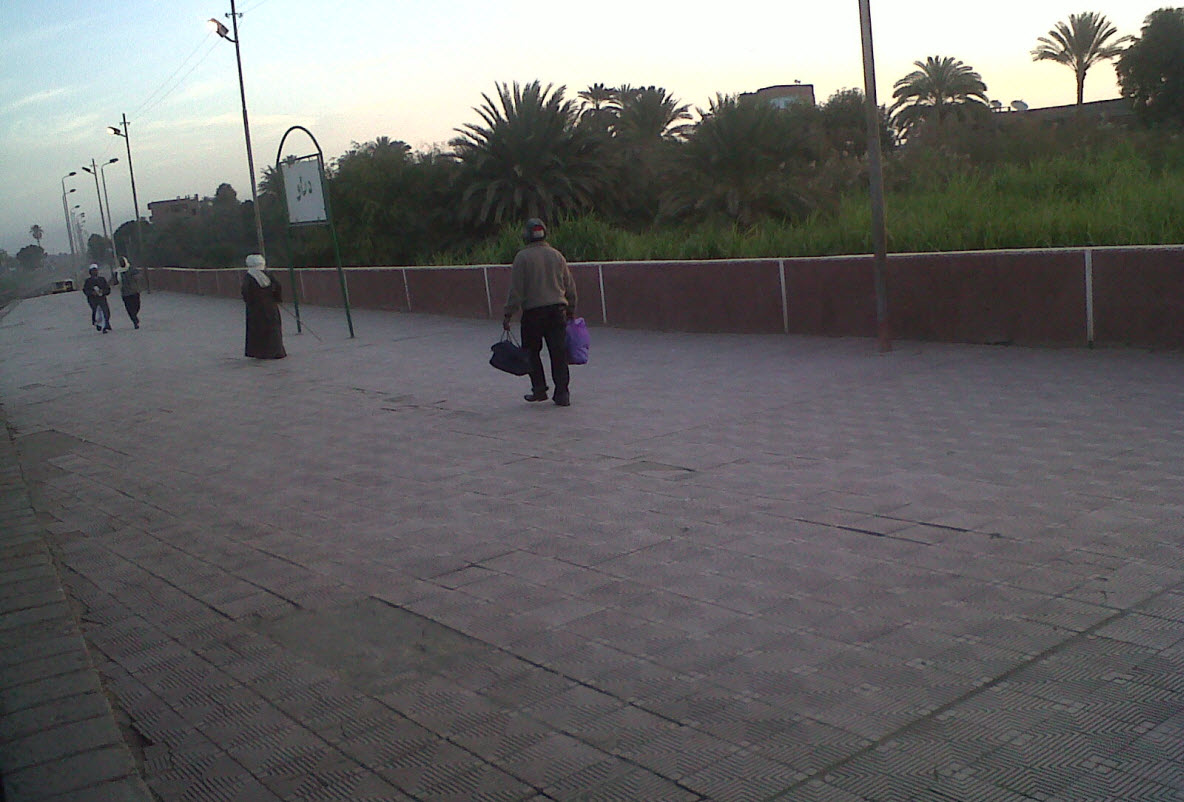
رصيف السكة حديد